# Médersa El Mountaciriya
La médersa El Mountaciriya (arabe : المدرسة المنتصرية), également connue sous le nom de médersa Al Fath, est l'une des médersas de la médina de Tunis, située plus précisément sur la rue des Nègres dans le quartier du souk En Nhas.
C'est la seule médersa dont le nom provient du patronyme d'un sultan hafside.

## Histoire
La construction de cet édifice commence sous le calife hafside Abû `Abd Allah Muhammad al-Mustansir, vers 1434, et s'achève sous son successeur Abû `Umar `Uthmân en 1437, alors que d'autres sources mentionnent que la construction est achevée en 1438. Cette longue période de construction s'expliquerait par le fait que la période du règne d'al-Mutansir a été ponctuée de guerres quoiqu'elle fût en général prospère.
Cette médersa a revêtu une importance majeure, presque égale à la première médersa fondée en Afrique du Nord, la Chamaiya. D'ailleurs, d'illustres cheikhs y ont enseigné.

## Architecture

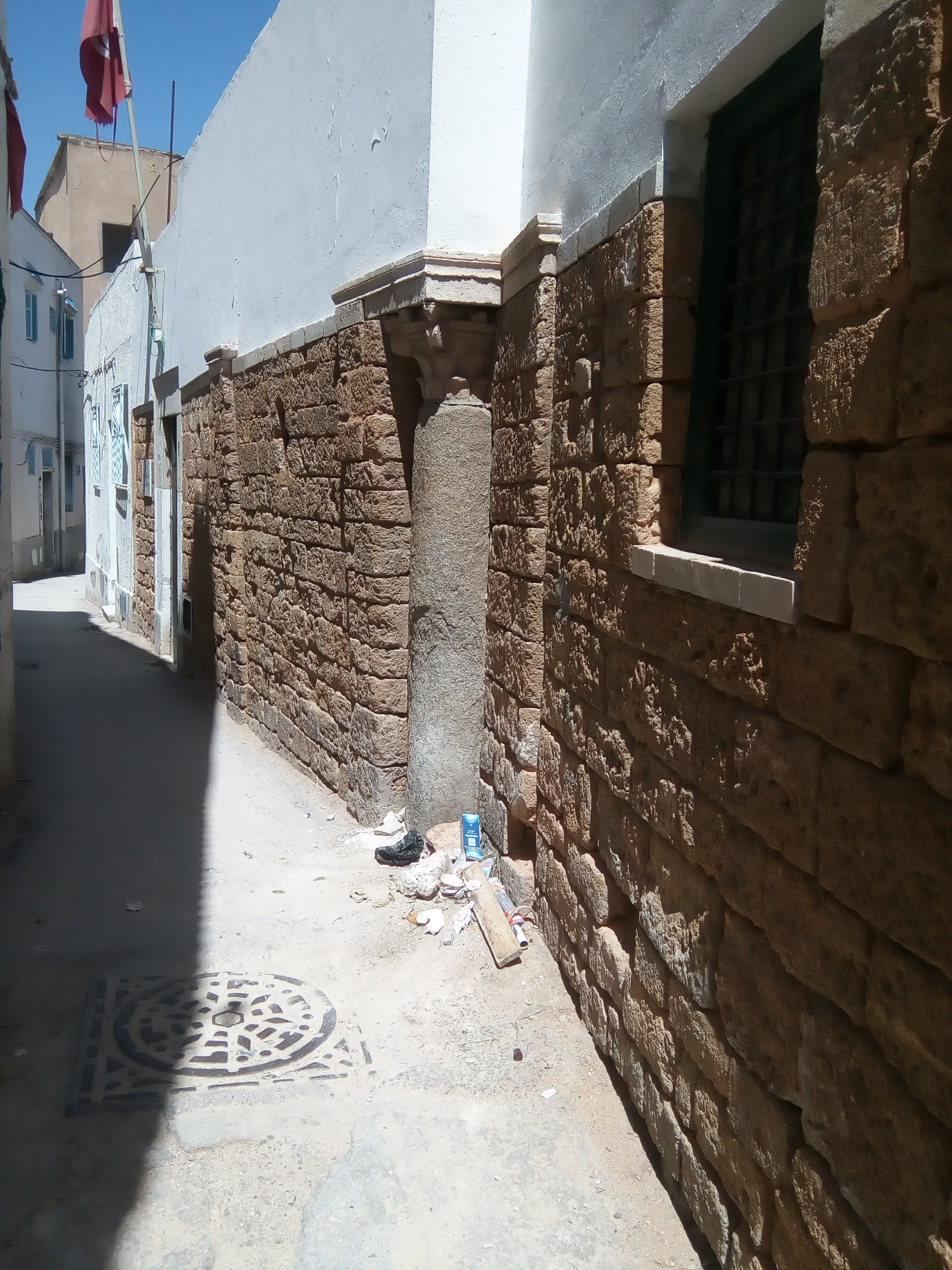
Façade de la médersa.

La médersa El Mountaciriya est considérée, avec la médersa Andaloussiya, comme l'une des médersas les plus sobres de la médina. Toutes deux sont constituées d'un seul niveau avec une grande cour dallée de pierre qui couvre plus du tiers de leurs surfaces respectives[réf. souhaitée]. Les cellules des étudiants se développent sur les trois côtés de la cour, alors qu'un oratoire occupe le quatrième côté. Toutes deux sont dépourvues de galeries — remplacées par des iwans, une spécificité architecturale répandue dans les médersas orientales, notamment celles de Syrie et d'Égypte — et d'arcades en pierre taillées, en noir et blanc, caractéristiques des bâtiments publics de la période pré-moderne à Tunis. Toutes deux ont réemployé des matériaux de récupération, tels que des colonnes et des chapiteaux pris de quelques ruines antiques.
D'autre part, la façade sur la rue El Mountaciriya ne passe pas inaperçue : elle est parée en grès coquillé aux tiers de sa hauteur, avec deux colonnes d'angle en granite surmontées de chapiteaux corinthiens, et couverte de diverses manières, voûtes en berceau et arête, toitures sous forme de terrasses en solives et en voliges.
La médersa El Mountacirya abrite une mosquée dont la profondeur est supérieure à la longueur[réf. souhaitée]. Cette dernière est formée de trois dalles et de trois arcs dont la centrale est orientée vers la niche de prière ; elle est plus large que les deux autres. Le toit de la mosquée est différent de ceux qui se trouvent dans les autres médersas : il est constitué de bois sculpté, signe d'une possible restauration antérieure. Dans ce sens, Al Muntacir Ibn Abi Lihya Al Murabiti indique dans son livre Nour Al armech fi Manaqib Abi Al Ghaith Al Qachach que ce saint a restauré la médersa à cause de l'état de délabrement survenu au XVIe siècle à la suite de la guerre turco-espagnole[réf. souhaitée]. Il paraît, selon le même ouvrage, qu'Abou Ghaith Al Qachach a ajouté un dôme en bois à la salle de prière[réf. souhaitée], dont il ne reste plus aucune trace.

## Travaux de rénovation
Des travaux de restauration d'El Mountaciriya sont entrepris par l'Association de sauvegarde de la médina de Tunis en 1995[réf. souhaitée]. L'ossature porteuse en bon état est consolidée, les planches en bois sont rénovées, les éléments vétustes remis aux normes, les murs ravalés, la menuiserie et les encadrements en calcaire (kadhal) repris. Les dalles du sol reposent désormais sur une chape qui a permis de les redresser.
La surface de la médersa El Mountaciriyya est de 579 m2 de planchers, avec 193 m2 pour le patio et les cours[réf. souhaitée]. Elle abrite un oratoire couvert d'un plancher en solives de bois.

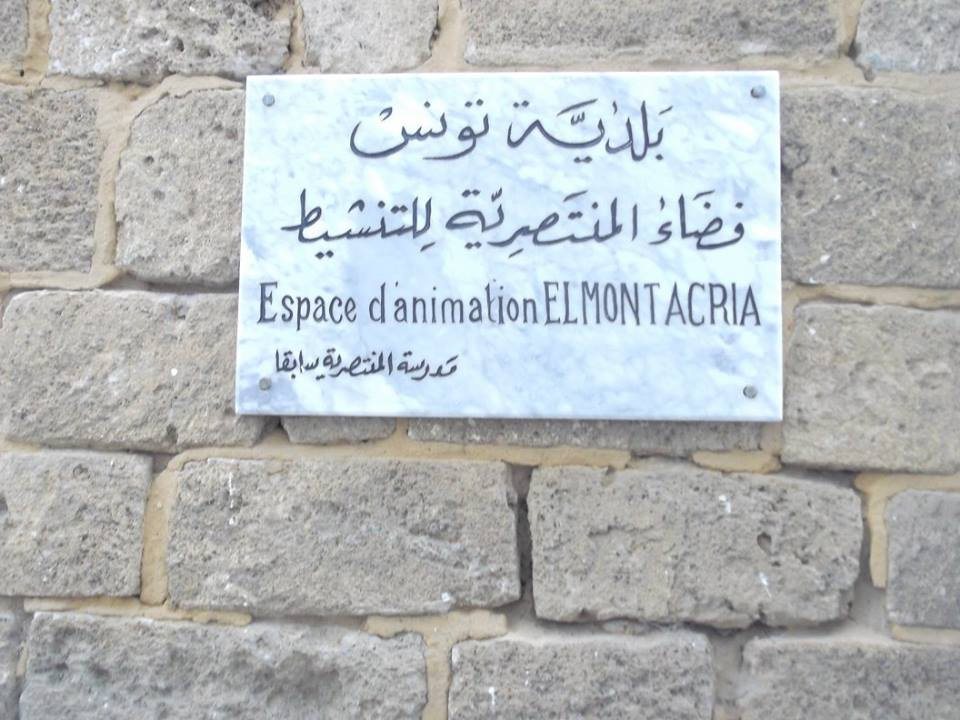
Plaque en marbre indiquant l'espace d'animation El Mountaciriya.

Actuellement, la médersa fait office d'espace d'accueil pour personnes du troisième âge.